# União Democrática Popular
Die União Democrática Popular (UDP, dt. etwa: Demokratische Volksvereinigung) war eine portugiesische Partei mit marxistisch-leninistischer Ausrichtung.
Sie gründete sich im Winter nach der Nelkenrevolution vom 25. April 1974 in Portugal. Ihren ersten Kongress hielt sie am 9. März 1975 ab und war von starken maoistischen Strömungen bestimmt. Bei der Parlamentswahl in Portugal 1979 erreichte sie noch ein Ergebnis von 2,18 % (nach 1,67 % in 1976), konnte jedoch danach immer weniger Stimmen auf sich vereinigen. 1999 war sie maßgeblich an der Gründung des Bloco de Esquerda beteiligt, und tritt seither außerhalb des Parteienbündnisses nur als politischer Verein in der Öffentlichkeit auf.
Sie gab die Parteizeitschrift A Comuna heraus, welche dreimonatlich sowohl gedruckt, als auch als Download auf der eigenen Webseite erscheint.
Die Partei wurde am 3. April 2005 als eingetragene politische Partei aufgelöst. Sie besteht als politische Vereinigung fort.